# Temporada 1997 del Campeonato Mundial de Rally
La temporada 1997 fue la edición 25º del Campeonato Mundial de Rally. Comenzó el 19 de enero con el Rally de Montecarlo y finalizó el 25 de noviembre en el Rally de Gran Bretaña.

## Cambios y novedades
- Se estrenan los World Rally Car.[1]
- Para optar al campeonato es obligatorio completar todas las pruebas del calendario.[1]
- Durante la temporada se hizo evidente que la computación de los tiempos en segundos no es suficiente, por ello se decidió introducir la décima de segundo en la computación de los tiempos para la temporada siguiente.[1]
- Se cambia el sistema de puntuación adaptando el mismo que en la Fórmula 1.[2]

### Puntuación
| Posición | 1º | 2º | 3º | 4º | 5º | 6º |
| -------- | -- | -- | -- | -- | -- | -- |
| Puntos   | 10 | 6  | 4  | 3  | 2  | 1  |

## Calendario
| Ronda | Fecha                        | Rally                  |
| ----- | ---------------------------- | ---------------------- |
| 1     | 19–22 de enero               | Rally de Montecarlo    |
| 2     | 7–10 de febrero              | Rally de Suecia        |
| 3     | 1–3 de marzo                 | Rally Safari           |
| 4     | 23–26 de marzo               | Rally de Portugal      |
| 5     | 14–16 de abril               | Rally Cataluña         |
| 6     | 5–7 de mayo                  | Rally de Córcega       |
| 7     | 22–24 de mayo                | Rally de Argentina     |
| 8     | 8–10 de junio                | Rally Acrópolis        |
| 9     | 2–5 de agosto                | Rally de Nueva Zelanda |
| 10    | 29–31 de agosto              | Rally de Finlandia     |
| 11    | 19–21 de septiembre          | Rally de Indonesia     |
| 12    | 12–15 de octubre             | Rally de San Remo      |
| 13    | 30 de octubre-2 de noviembre | Rally de Australia     |
| 14    | 23–25 de noviembre           | Rally de Gran Bretaña  |

## Equipos
| Equipos oficiales           | Equipos oficiales | Equipos oficiales  | Equipos oficiales    | Equipos oficiales   | Equipos oficiales           | Equipos oficiales   |
| Equipo                      | Constructor       | Vehículo           | Neumático            | Piloto              | Copiloto                    | Rondas              |
| --------------------------- | ----------------- | ------------------ | -------------------- | ------------------- | --------------------------- | ------------------- |
| Team Mitsubishi Ralliart    | Mitsubishi        | Lancer Evo IV      | Michelin             | Tommi Mäkinen       | Seppo Harjanne              | 1-14                |
| Team Mitsubishi Ralliart    | Mitsubishi        | Lancer Evo IV      | Michelin             | Uwe Nittel          | Christina Thörner           | 1–2, 5–6, 8, 10, 12 |
| Team Mitsubishi Ralliart    | Mitsubishi        | Lancer Evo IV      | Michelin             | Richard Burns       | Robert Reid                 | 3–4, 7–9, 11, 13–14 |
| Team Mitsubishi Ralliart    | Mitsubishi        | Lancer Evo IV      | Michelin             | Ed Ordynski         | Mark Stacey                 | 13                  |
| Team Mitsubishi Ralliart    | Mitsubishi        | Lancer Evo IV      | Michelin             | Kenjiro Shinozuka   | Fred Gocentas               | 13                  |
| 555 Subaru World Rally Team | Subaru            | Impreza WRC        | Pirelli              | Colin McRae         | Nicky Grist                 | 1-14                |
| 555 Subaru World Rally Team | Subaru            | Impreza WRC        | Pirelli              | Piero Liatti        | Fabrizia Pons               | 1, 5–6, 12, 14      |
| 555 Subaru World Rally Team | Subaru            | Impreza WRC        | Pirelli              | Kenneth Eriksson    | Staffan Parmander           | 2–4, 7–11, 13–14    |
| Ford Motor Company          | Ford              | Escort WRC         | Michelin             | Carlos Sainz        | Luis Moya                   | 1-14                |
| Ford Motor Company          | Ford              | Escort WRC         | Michelin             | Armin Schwarz       | Denis Giraudet              | 1–6                 |
| Ford Motor Company          | Ford              | Escort WRC         | Michelin             | Juha Kankkunen      | Juha Repo                   | 7–14                |
| Ford Motor Company          | Ford              | Escort WRC         | Michelin             | Angelo Medeghini    | Barbara Medeghini-Capoferri | 14                  |
| Toyota Castrol Team         | Toyota            | Corolla WRC        | Michelin             | Didier Auriol       | Denis Giraudet              | 10–14               |
| Toyota Castrol Team         | Toyota            | Corolla WRC        | Michelin             | Neal Bates          | Coral Taylor                | 11, 13              |
| Toyota Castrol Team         | Toyota            | Corolla WRC        | Michelin             | Marcus Grönholm     | Timo Rautiainen             | 10, 14              |
| Toyota Castrol Team         | Toyota            | Corolla WRC        | Michelin             | Freddy Loix         | Sven Smeets                 | 12                  |
| Peugeot Sport               | Peugeot           | Peugeot 306 Maxi   |                      | Gilles Panizzi      | Hervé Panizzi               | 5-6                 |
| Peugeot Sport               | Peugeot           | Peugeot 306 Maxi   | François Delecour    | Daniel Grataloup    | 5-6                         |                     |
| SEAT Sport                  | SEAT              | SEAT Ibiza Kit Car |                      | Bruno Thiry         | Stéphane Prévot             | 5                   |
| SEAT Sport                  | SEAT              | SEAT Ibiza Kit Car | Oriol Gómez          | Marc Martí          | 1, 5, 7-10, 12-14           |                     |
| SEAT Sport                  | SEAT              | SEAT Ibiza Kit Car | Harri Rovanperä      | Voitto Silander     | 1, 4-5, 7, 9-14             |                     |
| Equipos privados            |                   |                    |                      |                     |                             |                     |
| RAS Sport                   | Ford              | Escort RS Cosworth |                      | Didier Auriol       | Jean Marc Andrié            | 1                   |
| RAS Sport                   | Ford              | Escort RS Cosworth | Jean-Pierre Richelmi | Thierry Barjou      | 4, 8                        |                     |
| Mobil Ford Motorsport       | Ford              | Escort RS Cosworth | Stig Blomqvist       | Beny Melander       | 2                           |                     |
| Blue Rose Team              | Ford              | Escort RS Cosworth | Jarmo Kytölehto      | Arto Kapanen        | 2                           |                     |
| Mats Jonsson                | Ford              | Escort RS Cosworth | Mats Jonsson         | Johnny Johansson    | 2                           |                     |
| Gazprom Rally Team          | Ford              | Escort RS Cosworth | Alexander Zheludov   | Viktor Timkovskiy   | 14                          |                     |
| Totta Peres Competicao      | Ford              | Escort WRC         | Fernando Peres       | Ricardo Caldeira    | 4                           |                     |
| Belgacom Turbo Team         | Ford              | Escort WRC         | Gregoire de Mevius   | Jean-Marc Fortin    | 4, 8, 12, 14                |                     |
| Ford Motor Hellas           | Ford              | Escort WRC         | Leonídas Kirkos      | Nikos Panou         | 8                           |                     |
| Blue Rose Team              | Ford              | Escort WRC         | Jarmo Kytölehto      | Arto Kapanen        | 10                          |                     |
| Ford Team Finland           | Ford              | Escort WRC         | Sebastian Lindholm   | Timo Hantunen       | 10                          |                     |
| Jolly Club                  | Ford              | Escort WRC         | Gianfranco Cunico    | Pierangelo Scalvini | 12                          |                     |
| Gazprom Rally Team          | Ford              | Escort WRC         | Bruno Thiry          | Stéphane Prévot     | 14                          |                     |
| Motorsport Consultancy      | Ford              | Escort WRC         | Ari Vatanen          | Roger Freeman       | 14                          |                     |
| Toyota Castrol Team         | Toyota            | Celica GT-Four     |                      | Freddy Loix         | Sven Smeets                 | 1, 4, 8, 10, 13     |
| Toyota Castrol Team         | Toyota            | Celica GT-Four     | Isolde Holderied     | Catherine Francois  | 1                           |                     |
| Toyota Castrol Team         | Toyota            | Celica GT-Four     | Thomas Radström      | Lars Bäckman        | 2                           |                     |
| Toyota Castrol Team         | Toyota            | Celica GT-Four     | Thomas Radström      | Denis Giraudet      | 8                           |                     |
| Toyota Castrol Team         | Toyota            | Celica GT-Four     | Tomas Jansson        | Pecka Svensson      | 2, 10                       |                     |
| Toyota Castrol Team         | Toyota            | Celica GT-Four     | Ian Duncan           | David Williamson    | 3                           |                     |
| Toyota Castrol Team         | Toyota            | Celica GT-Four     | Neal Bates           | Coral Taylor        | 9                           |                     |
| Toyota Castrol Team         | Toyota            | Celica GT-Four     | Yoshio Fujimoto      | Arnet Hertz         | 11, 13                      |                     |
| Toyota Castrol Team         | Toyota            | Celica GT-Four     | Marcus Grönholm      | Timo Rautiainen     | 2, 4                        |                     |
| H.F. Grifone SRL            | Toyota            | Celica GT-Four     | Marcus Grönholm      | Timo Rautiainen     | 7                           |                     |
| H.F. Grifone SRL            | Toyota            | Celica GT-Four     | Raúl Sufan           | Martin Christie     | 4–5, 7–13                   |                     |
| H.F. Grifone SRL            | Toyota            | Celica GT-Four     | Didier Auriol        | Denis Giraudet      | 7                           |                     |
| H.F. Grifone SRL            | Toyota            | Celica GT-Four     | Andrea Aghini        | Loris Roggia        | 12                          |                     |

## Resultados

### Campeonato de Pilotos
| Pos. | Driver               | MON | SWE | KEN | POR | ESP | FRA | ARG | GRE | NZL | FIN | INA | ITA | AUS | GBR | Pts |
| ---- | -------------------- | --- | --- | --- | --- | --- | --- | --- | --- | --- | --- | --- | --- | --- | --- | --- |
| 1    | Tommi Mäkinen        | 3   | 3   | Ret | 1   | 1   | Ret | 1   | 3   | Ret | 1   | Ret | 3   | 2   | 6   | 63  |
| 2    | Colin McRae          | Ret | 4   | 1   | Ret | 4   | 1   | 2   | Ret | Ret | Ret | Ret | 1   | 1   | 1   | 62  |
| 3    | Carlos Sainz         | 2   | 2   | Ret | Ret | 10  | 2   | Ret | 1   | 2   | Ret | 1   | 4   | Ret | 3   | 51  |
| 4    | Juha Kankkunen       |     |     |     |     |     |     | Ret | 2   | 3   | 2   | 2   | 6   | Ret | 2   | 29  |
| 5    | Kenneth Eriksson     |     | 1   | Ret | Ret |     |     | 3   | Ret | 1   | Ret | 3   |     | Ret | Ret | 28  |
| 6    | Piero Liatti         | 1   |     |     |     | 2   | 5   |     |     |     |     |     | 2   |     | 7   | 24  |
| 7    | Richard Burns        |     |     | 2   | Ret |     |     | Ret | 4   | 4   |     | 4   |     | 4   | 4   | 21  |
| 8    | Armin Schwarz        | 4   | 6   | 4   | 3   | Ret | 9   |     |     |     |     |     |     |     |     | 11  |
| 9    | Freddy Loix          | 16  |     |     | 2   |     |     |     | Ret |     | 37  |     | 5   | 7   |     | 8   |
| 10   | Gilles Panizzi       |     |     |     |     | 3   | 3   |     |     |     |     |     |     |     |     | 8   |
| 11   | Didier Auriol        | Ret |     |     |     |     |     | 5   |     |     | 8   | Ret | 8   | 3   | Ret | 6   |
| 12   | Marcus Grönholm      |     | 8   |     | Ret |     |     | 4   |     |     | Ret |     |     |     | 5   | 5   |
| 13   | Ian Duncan           |     |     | 3   |     |     |     |     |     |     |     |     |     |     |     | 4   |
| 14   | Jarmo Kytölehto      |     | Ret |     |     |     |     |     |     |     | 3   |     |     |     |     | 4   |
| 15   | Thomas Rådström      |     | 5   |     |     |     |     |     | 5   |     |     |     |     |     |     | 4   |
| 16   | Possum Bourne        |     |     |     |     |     |     |     |     | 5   |     |     |     | 5   |     | 4   |
| 17   | Grégoire De Mévius   |     |     |     | 4   |     |     |     | 7   |     |     |     | Ret |     | Ret | 3   |
| 18   | François Delecour    |     |     |     |     | DSQ | 4   |     |     |     |     |     |     |     |     | 3   |
| 19   | Sebastian Lindholm   |     |     |     |     |     |     |     |     |     | 4   |     |     |     |     | 3   |
| 20   | Uwe Nittel           | 5   | Ret |     |     | 8   | 8   |     | 6   |     | 7   |     | Ret |     |     | 3   |
| 21   | Jonathan Toroitich   |     |     | 5   |     |     |     |     |     |     |     |     |     |     |     | 2   |
| 22   | Jean-Pierre Richelmi |     |     |     | 5   |     |     |     | Ret |     |     |     |     |     |     | 2   |
| 23   | Angelo Medeghini     |     |     |     |     | 5   |     |     |     |     | Ret |     |     |     | 10  | 2   |
| 24   | Tomas Jansson        |     | 7   |     |     |     |     |     |     |     | 5   |     |     |     |     | 2   |
| 25   | Yoshio Fujimoto      |     |     |     |     |     |     |     |     |     |     | 5   |     | Ret |     | 2   |
| 26   | Henrik Lundgaard     | 6   |     |     |     |     |     |     |     |     |     |     |     |     |     | 1   |
| 27   | Frédéric Dor         |     |     | 6   | 17  |     |     |     | 11  | 23  | 29  |     | 15  |     |     | 1   |
| 28   | Masao Kamioka        |     |     |     | 6   |     |     |     | Ret |     |     |     |     |     | 14  | 1   |
| 29   | Rui Madeira          |     |     |     | 15  | 6   |     |     |     |     |     |     |     |     |     | 1   |
| 30   | Philippe Bugalski    |     |     |     |     |     | 6   |     |     |     |     |     |     |     |     | 1   |
| 31   | Gustavo Trelles      | 9   | 16  |     | 7   | 13  |     | 6   | 13  | 7   | 17  |     | Ret |     |     | 1   |
| 32   | Neal Bates           |     |     |     |     |     |     |     |     | 6   |     | Ret |     | 8   |     | 1   |
| 33   | Pasi Hagström        |     |     |     |     |     |     |     |     |     | 6   |     |     |     |     | 1   |
| 34   | Karamjit Singh       |     |     |     |     |     |     |     |     | 11  |     | 6   |     | Ret | 17  | 1   |
| 35   | Ed Ordynski          |     |     |     |     |     |     |     |     |     |     |     |     | 6   |     | 1   |
| Pos. | Driver               | MON | SWE | KEN | POR | ESP | FRA | ARG | GRE | NZL | FIN | INA | ITA | AUS | GBR | Pts |

### Campeonato de Constructores
| Pos. | Equipo     | MON | SWE | KEN | POR | ESP | FRA | ARG | GRE | NZL | FIN | INA | ITA | AUS | GBR | Puntos |
| ---- | ---------- | --- | --- | --- | --- | --- | --- | --- | --- | --- | --- | --- | --- | --- | --- | ------ |
| 1    | Subaru     | 10  | 13  | 10  | 0   | 9   | 12  | 10  | 0   | 10  | 0   | 4   | 16  | 12  | 10  | 114    |
| 2    | Ford       | 9   | 7   | 3   | 4   | 0   | 6   | 0   | 16  | 10  | 6   | 16  | 4   | 0   | 10  | 91     |
| 3    | Mitsubishi | 6   | 4   | 6   | 10  | 10  | 0   | 7   | 7   | 3   | 10  | 3   | 4   | 9   | 4   | 86     |

### Copa de Producción
| Pos. | Piloto          | MON | SWE | KEN | POR | ESP | FRA | ARG | GRE | NZL | FIN | INA | ITA | AUS | GBR | Puntos |
| ---- | --------------- | --- | --- | --- | --- | --- | --- | --- | --- | --- | --- | --- | --- | --- | --- | ------ |
| 1    | Gustavo Trelles | 13  | 3   |     | 13  | 13  |     | 13  | 13  | 13  | 13  |     |     |     |     | 84     |
| 2    | Luis Climent    |     |     |     | 5   |     |     |     | 8   |     |     |     |     |     | 13  | 26     |
| 3    | Manfred Stohl   | 5   | 1   |     | 8   | 3   |     | 5   |     |     | 1   |     | 3   |     |     | 26     |

- Referencias[3]